# Mačja igra
Mačja igra (madžarsko Macskajáték) je madžarski dramski film iz leta 1972, ki ga je režiral in zanj napisal scenarij Károly Makk ter temelji na istoimenskem romanu Istvána Örkényja. V glavnih vlogah nastopajo Margit Dajka, Ildikó Piros, Elma Bulla, Éva Dombrádi in Mari Törőcsik. Zgodba prikazuje ostareli sestri Orbánné (Dajka) in Gizo (Bulla), ki si dopisujeta prek pisem in se spominjata dogodkov iz svoje mladosti.
Film je bil premierno prikazan leta 1972 v madžarskih kinematografih. Kot madžarski kandidat je bil nominiran za oskarja za najboljši mednarodni celovečerni film na 47. podelitvi. Prikazan je bil tudi v tekmovalnem programu Filmskega festivala v Cannesu, kjer je bil nominiran za glavno nagrado zlata palma.

## Vloge
- Margit Dajka kot Orbánné
- Ildikó Piros kot mlada Orbánné
- Elma Bulla kot Giza
- Éva Dombrádi kot mlada Giza
- Mari Törőcsik kot sobarica
- Margit Makay kot Paula
- Samu Balázs kot Viktor Csermlényi
- Gyöngyi Bürös kot Ilus
- Attila Tyll kot Józsi
- Sári Kürthy kot Viktorjeva mati
- Tibor Szilágyi kot ravnatelj
- Erzsi Orsolya kot gospodinja